# Bütyköshátú ormányos
A bütyköshátú ormányos (Herpes porcellus) homoki gyepek lakója, megtalálható a Balkán-félszigeten és Kis-Ázsiában, Magyarországon csupán a Duna–Tisza köze területén fordul elő. Alkonyat idején válik mozgékonnyá, a nappalt a növények alatt tölti, ilyenkor nagyon nehéz észrevenni. Röpképtelen faj. Tápnövényének korábban a sarlós gamandort gondolták (Teucrium chamaedrys), de nemrég kiderült, hogy a báránypirosító (Alkanna tinctoria) a fő tápnövénye. A téli fagyok elmúltával azonnal elkezdenek párzani a báránypirosító tőlevélrózsáin, majd az imágók el is tűnnek.

## Felfedezése Magyarországon
Az első példányt Erdős József plébános gyűjtötte.